# 訃報 2012年7月
訃報 2012年7月（ふほう 2012ねん7がつ）では、2012年7月に物故した、又は物故が報じられた人物についてまとめる。

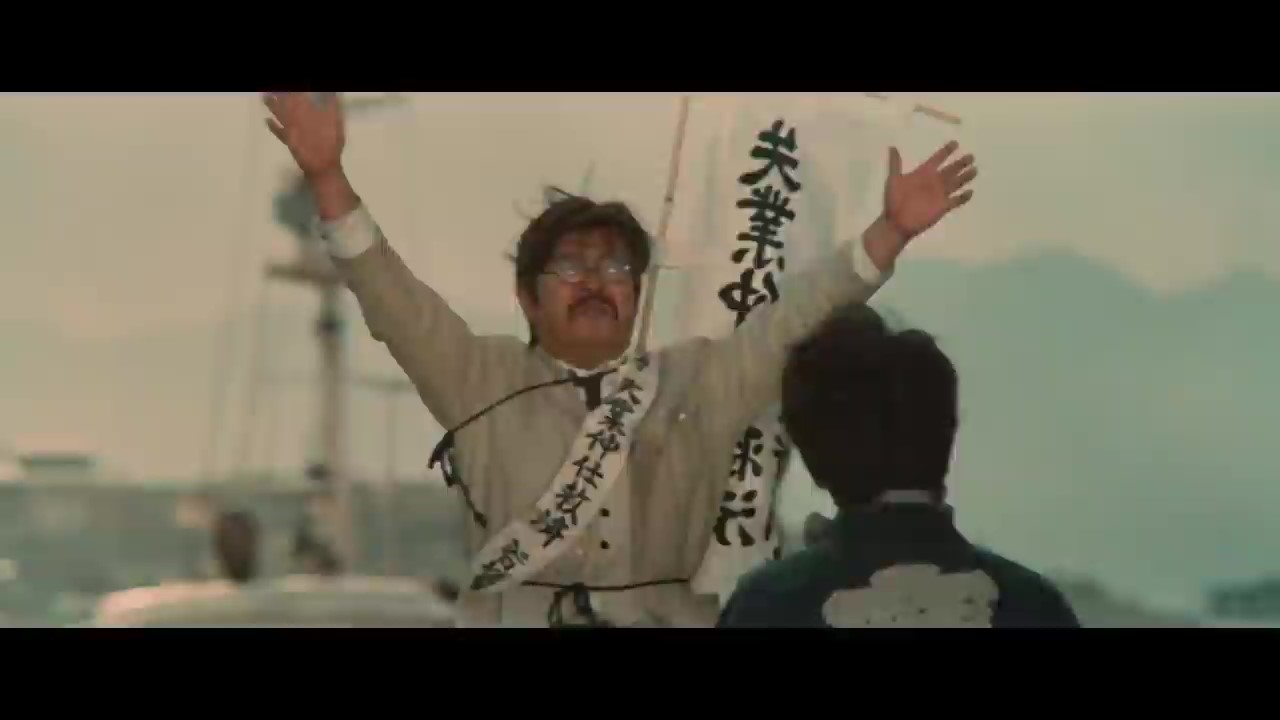
遠藤太津朗／7月7日没

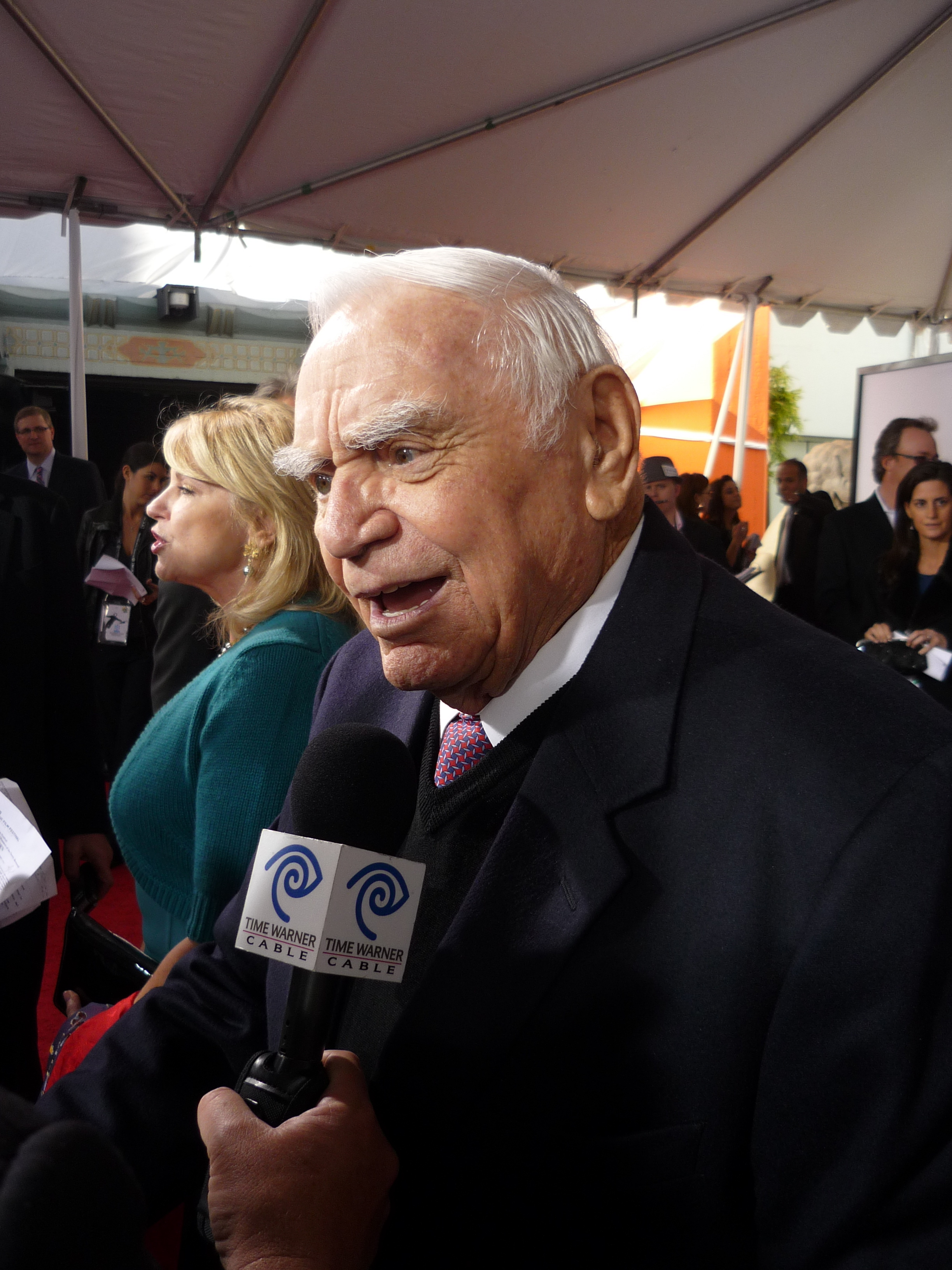
アーネスト・ボーグナイン／7月8日没

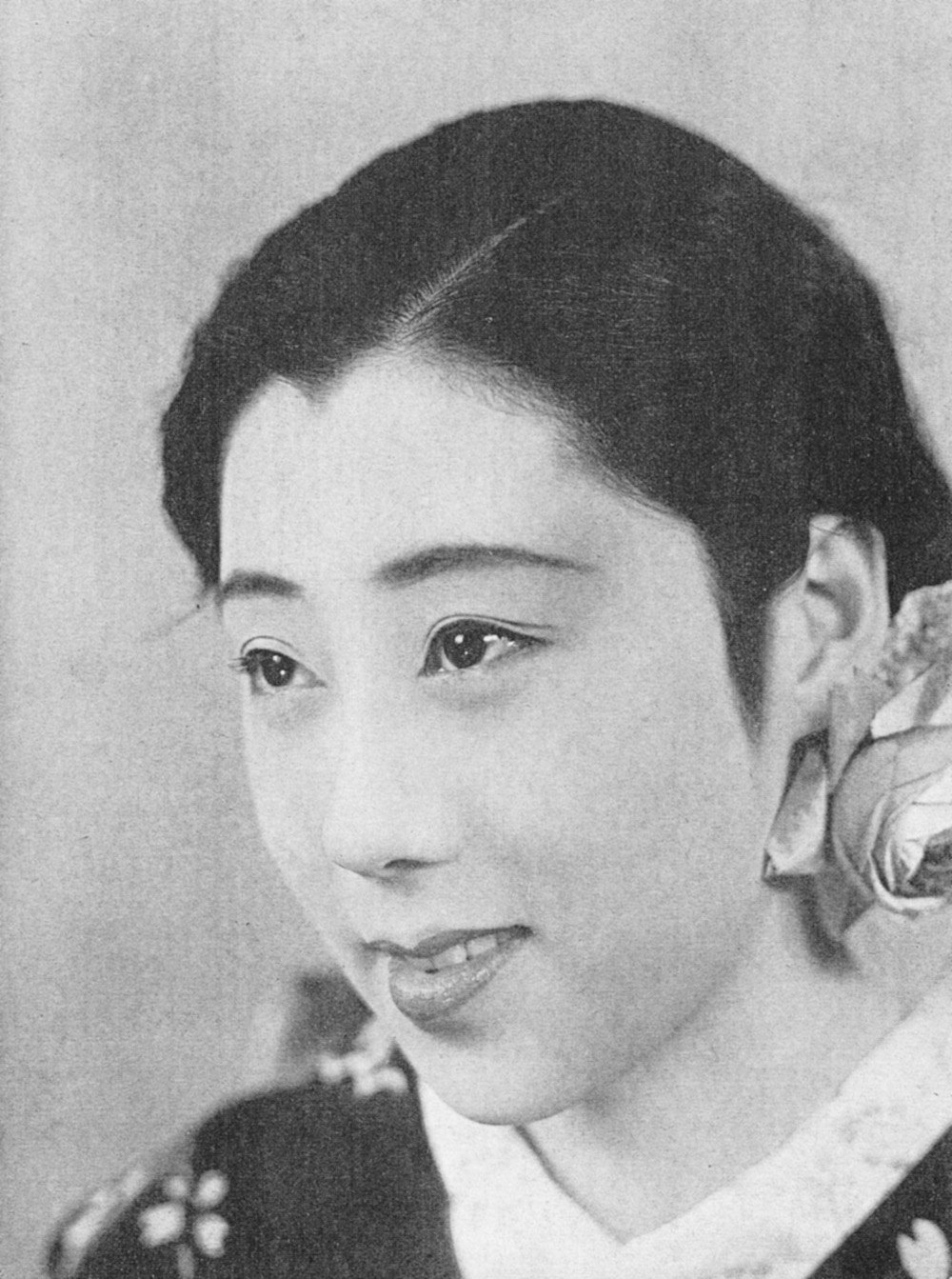
山田五十鈴／7月9日没

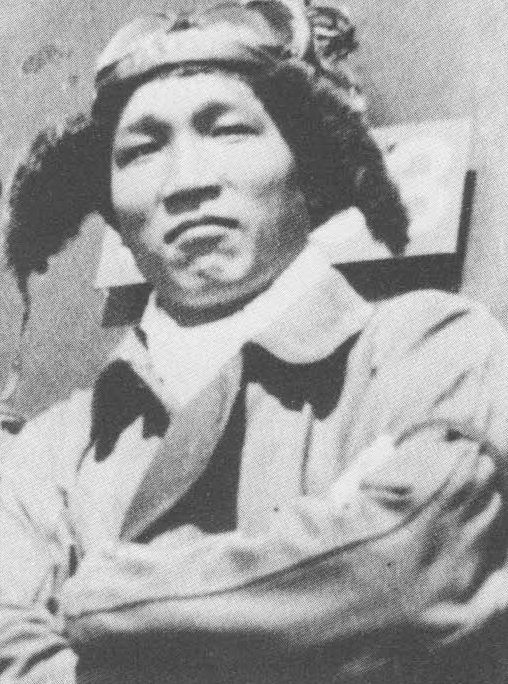
小町定／7月15日没

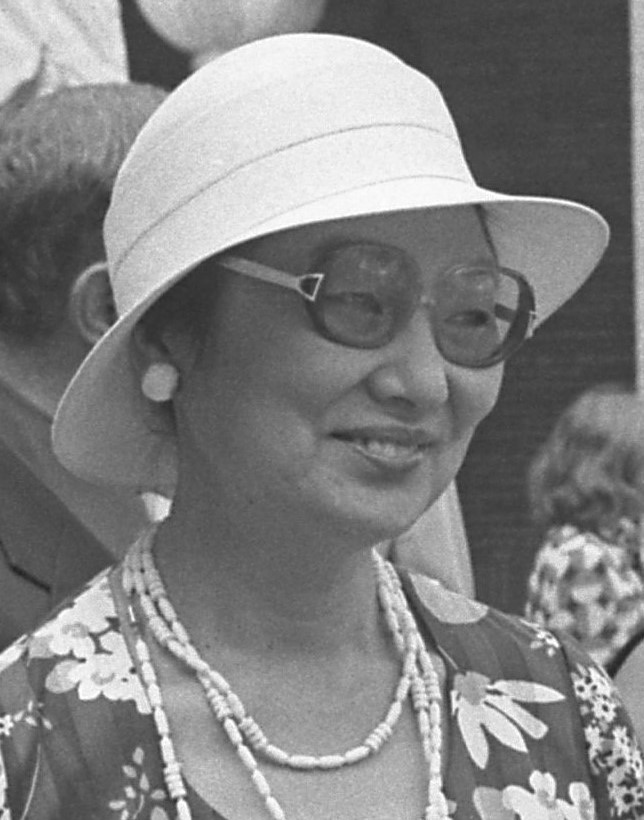
三木睦子／7月31日没

## 1日 - 15日
- 7月1日 - 岩村久雄、日本の舞台演出家（* 1927年?）[1]
- 7月2日 - 小山勉、日本の元バレーボール選手、指導者、元日本代表監督（* 1936年）[2]
- 7月3日 - 岩田孝八、日本の実業家、長崎屋の創業者（* 1922年）[3]
- 7月3日 - アンディ・グリフィス、アメリカ合衆国の歌手（* 1926年）[4]
- 7月3日 - セルジオ・ピニンファリーナ（イタリア語版）、イタリア共和国の実業家、カーデザイナー（* 1926年）[5]
- 7月4日 - 伊藤清、日本の元軍人、大日本帝國海軍戦闘機操縦士、建設会社社長（* 1921年）[6]
- 7月4日 - 柳家とし松、日本の曲芸師（* 1940年）[7]
- 7月4日 - 武田郁夫、日本の技術者、実業家（* 1923年）[8]
- 7月5日 - 涌井昭治、日本のジャーナリスト、朝日新聞社元記者、九州朝日放送元会長（* 1928年）[9]
- 7月5日 - 石井広三、日本の元プロボクシング選手（第23代東洋太平洋スーパーバンタム級王者）、ボクシング指導者（* 1977年）[10]
- 7月7日 - 遠藤太津朗、日本の俳優（* 1928年）[11]
- 7月7日 - 森晴秀、日本の英文学者、神戸大学名誉教授（* 1933年）[12]
- 7月7日 - 坂本照雄、日本の競輪選手（* 1972年）[13]
- 7月7日 - 野口晴男、元小学館専務取締役（* 1935年）
- 7月8日 - アーネスト・ボーグナイン、アメリカ合衆国の俳優、1955年アカデミー主演男優賞受賞者（* 1917年）[14]
- 7月8日 - ホセ・ロベルト・ベルトラミ（ポルトガル語版）、ブラジル連邦共和国の音楽家、アジムスのキーボード奏者（* 1946年）[15]
- 7月8日 - ライオネル・バティスト、米国ニューオーリンズ出身のシンガー/ドラマー（* 1931年）[16]
- 7月9日 - 山田五十鈴、日本の女優、文化勲章受章者（* 1917年）[17]
- 7月10日 - マリア・ホーキンズ・コール（英語版）、アメリカ合衆国の元ジャズ歌手、ナット・キング・コールの元妻、ナタリー・コールの母（* 1922年）[18]
- 7月11日 - ドナルド・ソボル、アメリカ合衆国の児童文学・推理作家、『少年たんていブラウン』の著者（* 1924年）[19]
- 7月12日 -  ダラ・シン、インドの元プロレスラー（* 1928年）[20]
- 7月12日 - 河野輝之、日本の実業家、日本経済新聞社社友、元日本短波放送常務（* 1934年?）[21]
- 7月12日 - 和田嘉訓、日本の映画監督、脚本家（* 1935年）[22]
- 7月12日 - 松永孝義、日本のミュージシャン、MUTE BEATのベーシスト（* 1958年）[23]
- 7月13日 - レダ・バジャダーレス（スペイン語版）、アルゼンチンのシンガーソングライター、民族音楽研究家・収集家（* 1919年）[24]
- 7月13日 - 北村正利、日本の天文学者（* 1926年）[25]
- 7月13日 - リチャード・D・ザナック、アメリカ合衆国の映画プロデューサー、1990年アービング・G・タルバーグ賞（アカデミー賞）受賞者（* 1934年）[26]
- 7月13日 - セイジ・スタローン、アメリカ合衆国の俳優、映画監督、シルヴェスター・スタローンの息子（* 1976年）[27]
- 7月14日 - シクステン・イェルンベリ、スウェーデンの元クロスカントリースキー選手（* 1929年）[28]
- 7月14日 - 若柳吉三次、日本の舞踊家【日本舞踊】（* 1935年）[29]
- 7月15日 - 福島茂夫、日本の政治家、医師、元自由民主党参議院議員、元埼玉県議会議員（* 1917年）[30]
- 7月15日 - セレステ・ホルム、アメリカ合衆国の女優、1947年アカデミー助演女優賞受賞者（* 1917年）[31]
- 7月15日 - 小町定、日本の元軍人、大日本帝國海軍零戦搭乗員（* 1920年）[32]
- 7月15日 - ツィラ・シェルトン（フランス語版）、フランス共和国の女優（* 1924年）[33]
- 7月15日 - 高林陽一、日本の映画監督、映画プロデューサー（* 1931年）[34]

## 16日 - 31日
- 7月16日 - 松下正治、日本の実業家【松下電器産業第2代社長】（* 1912年）[35]
- 7月16日 - ウィリアム・アッシャー（英語版）、アメリカ合衆国のテレビ・映画プロデューサー、脚本家、エリザベス・モンゴメリーの元夫（* 1921年）[36]
- 7月16日 - 玉虫一雄、日本の技術者、元NHK職員、玉音放送を録音した技師（* 1922年?）[37]
- 7月16日 - 中川志郎、日本の獣医師、恩賜上野動物園元園長（* 1930年）[38]
- 7月16日 - スティーブン・R・コヴィー、アメリカ合衆国の作家、経営コンサルタント、『7つの習慣』の著者（* 1932年）[39]
- 7月16日 - ジョン・ロード、イギリス出身の音楽家、キーボーディスト、元ディープ・パープルのメンバー（* 1941年）[40]
- 7月17日 - イルハン・ミマールオール、トルコ出身の電子音楽を主とする作曲家、演奏家（* 1926年）[41]
- 7月17日 - 小島秀哉、日本の俳優（* 1934年）[42]
- 7月18日 - 本田富雄、日本の政治家、元新潟県阿賀野市長（* 1921年?）[43]
- 7月18日 - ジャン・フランソワ＝ポンセ、フランス共和国の政治家（* 1928年）[44]
- 7月18日 - ダーウド・ラージハ（アラビア語版）、シリア・アラブ共和国国防大臣（* 1947年）[45]
- 7月18日 - アースィフ・シャウカト、シリア・アラブ共和国の軍人、政治家、アサド大統領の義兄（* 1950年）[46]
- 7月19日 - オマル・マフムード・スレイマーン、エジプト・アラブ共和国の政治家、軍人、元副大統領（* 1936年）[47]
- 7月20日 - 鳴海周之助、日本の元大相撲力士（元十両一錦）、九代友綱親方（* 1924年）[48]
- 7月21日 - 池田隆政、日本の元華族（旧岡山藩藩主池田氏第16代当主）、実業家（池田動物園園長）、元皇族池田厚子の夫（* 1926年）[49]
- 7月21日 - ジャック・デービス、アメリカ合衆国の陸上競技選手（* 1930年）[50]
- 7月22日 - ジョージ・ミラー、アメリカ合衆国の心理学者、論文『マジカルナンバー7+-2（英語版）』の執筆者（* 1920年）[51]
- 7月22日 - 丁関根、中華人民共和国の政治家、第14・15期中国共産党中央政治局委員、元党中央宣伝部長（* 1929年）[52]
- 7月22日 - オズワルド・パヤ（スペイン語版）、キューバの政治運動家（* 1952年）[53]
- 7月23日 - 河路英二、日本の政治家、元滋賀県西浅井町長（* 1921年?）[54]
- 7月23日 - フランク・ピアソン、アメリカの脚本家（* 1924年）[55]
- 7月23日 - マリア・エマヌエル・フォン・ザクセン、ドイツのザクセン王家家長、マイセン辺境伯（* 1926年）[56]
- 7月23日 - 堀田哲爾、日本の実業家、静岡県サッカー協会理事長（* 1935年?）[57]
- 7月23日 - マーガレット・マーヒー、ニュージーランドのファンタジー作家、児童文学作家（* 1936年）[58]
- 7月23日 - サリー・ライド、アメリカ合衆国の最初の女性宇宙飛行士（* 1951年）[59]
- 7月23日 - 藤谷陽悦、日本の建築学者、建築史家。日本大学生産工学部教授、工学博士（* 1953年）[60]
- 7月24日 - 岡本道雄、日本の医学者、京都大学第19代総長、臨時教育審議会元会長（* 1913年）[61]
- 7月24日 - 市倉宏祐、日本の哲学者、現代フランス哲学研究者、専修大学名誉教授・文学部教授（* 1921年）[62]
- 7月24日 - ジョン・アッタ・ミルズ、ガーナ共和国の政治家、第四共和政第3代大統領（* 1944年）[63]
- 7月25日 - ズザンネ・ロータ、ドイツの女優（* 1960年）[64]
- 7月26日 - ジェームズ・ワトキンス、アメリカ合衆国の海軍軍人、政治家、第22代海軍作戦部長、第6代エネルギー省長官（* 1927年）[65]
- 7月27日 - トニー・マーチン、アメリカ合衆国の俳優、歌手、シド・チャリシーの元夫（* 1921年）[66]
- 7月27日 - ジャック・テイラー、イングランド出身の元サッカー審判員（* 1930年）[67]
- 7月27日 - 森田和郎、日本のゲームクリエイター、将棋ソフト開発者（* 1955年）[68]
- 7月28日 - 伏木和雄、日本の政治家、元公明党衆議院議員、元神奈川県議会議員（* 1928年）[69]
- 7月28日 - 西尾忠久、日本の作家、コピーライター（* 1930年）[70]
- 7月28日 - 川島實、日本の政治家、元日本社会党衆議院議員、元愛知県議会議員（* 1936年）[71]
- 7月28日 - 西島章次、日本の経済学者、外交官、ブラジル特命全権公使（* 1949年）[72]
- 7月28日 - 中野純子、日本の女流漫画家（* 1967年）[73]
- 7月29日 - クリス・マルケル、フランス共和国の作家、写真家、映画監督、マルチメディアアーチスト、ドキュメンタリー作家（* 1921年）[74]
- 7月30日 - ビル・ドス（英語版）、アメリカ合衆国のミュージシャン（* 1968年）[75]
- 7月31日 - 三木睦子、日本の政治運動家、第66代内閣総理大臣・三木武夫夫人（* 1917年）[76]
- 7月31日 - 土屋巴浪、日本の俳人（* 1919年）[77]
- 7月31日 - エフゲニー・パステルナーク（ロシア語版）、ロシア（旧ソ連）の文芸評論家、文学史家、伝記作家、ボリス・パステルナークの息子（* 1923年）[78]
- 7月31日 - ゴア・ヴィダル、アメリカ合衆国の小説家、劇作家、評論家、脚本家、俳優、政治活動家（* 1925年）[79]
- 7月31日 - 北村治、日本の能楽師（* 1936年）[80]
- 7月31日 - 勝田深氷、日本の日本画家（* 1937年）[81]
- 7月31日 - ルーチョ・クアラントット、イタリア共和国の音楽家、『コン・テ・パルティロ』（「タイム・トゥ・セイ・グッバイ」）の作詞者（* 1957年）[82]
- 7月31日 - トニー・スライ（英語版）、アメリカ合衆国の歌手・ギタリスト、ノー・ユース・フォー・ア・ネイムのメンバー（* 1970年）[83]